# Theo Albrecht
Pour les articles homonymes, voir Albrecht.
Theo Albrecht, né Theodor Paul Albrecht le 28 mars 1922 à Essen, en Allemagne, et mort le 24 juillet 2010 dans la même ville, est un homme d'affaires allemand, cofondateur (avec son frère Karl) de la chaine de supermarchés hard-discount Aldi.

## Biographie
Né d'un père mineur et d'une mère commerçante, Theo Albrecht grandit avec son frère Karl dans la petite boutique d'alimentation de 100 m2 que leur mère Anna ouvre le 10 avril 1913, au rez-de-chaussée d'un bâtiment à Schönebeck, au sud de Magdebourg.
Durant la Seconde Guerre mondiale, il est fait prisonnier en Italie et reste jusqu'en 1948 dans un camp sous la surveillance de l'armée américaine. 
Dans les années 1960, alors que l'entreprise familiale est en pleine expansion, les frères Albrecht décident de se répartir la gestion de l'entreprise. Theo est responsable de la division nord, Karl de la division sud. Plus secret que son frère, Theo a toute sa vie été fidèle  aux principes du hard-discount qu'il a respecté avec conservatisme tandis que Karl a été plus souple dans le sud, faisant évoluer l'enseigne.
Il est décédé le 27 juillet 2010 dans sa ville d'Essen.

## Fortune
Sa fortune, en 2008, est estimée par Forbes à 23 milliards de dollars américains (voir Liste des milliardaires du monde). Il était le deuxième homme le plus riche d'Allemagne derrière son frère Karl Albrecht.
En 1971, la fortune des frères Albrecht a fait des envieux. Theo Albrecht est pris en otage et libéré contre 7 millions de deutschmarks. Cet événement est en partie responsable de sa grande discrétion,.